# Schloss Gunnebo

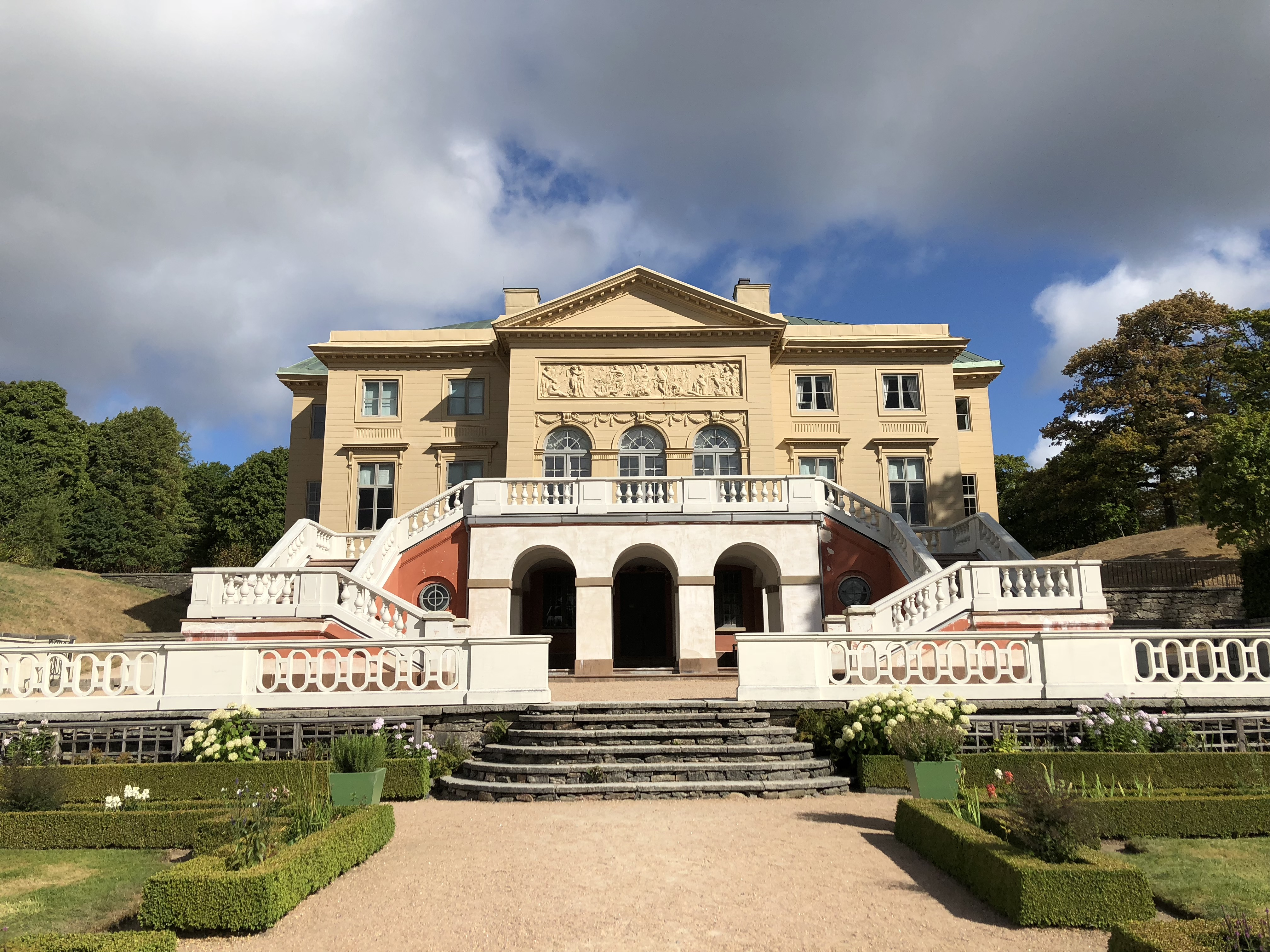
Schloss Gunnebo, 2018

Das Schloss Gunnebo liegt im Nordosten der schwedischen Gemeinde Mölndal zwischen den Orten Mölndal und Pixbo.

## Geschichte
Die Geschichte des Schlosses lässt sich bis zum Ende des 14. Jahrhunderts zurückverfolgen, als hier ein großer Gutshof mit zugehöriger Mühle existierte, der den Namen Gunnebodher oder Gunneobodhum hatte. Danach war der Hof in königlichem oder kirchlichem Eigentum. Am 28. September 1778 erwarb der wohlhabende Kaufmann John Hall der Ältere von dem Postinspektor J. U. af Dittmer das Grundstück und das Kronsteuerhaus Gunnebo in der Gemeinde Fässberg, um sich dort einen Sommersitz errichten zu lassen. Dittmer selbst hatte Gunnebo erst am 26. April 1774 gekauft, war aber durch die Frau seines Schwagers mit der Familie Hall verwandt. Das Schloss wurde ab 1784 durch den Göteborger Stadtarchitekten Carl Wilhelm Carlberg geplant und errichtet, der auch den Auftrag für die Gartenanlage und die zugehörigen Gebäude erhielt. Carlberg war 1782 von einer längeren Auslandsreise zurückgekehrt, auf der er viele Inspirationen gesammelt hatte. Er wurde durch den französische Neoklassizismus beeinflusst und begeisterte sich für die Villen des Architekten Andrea Palladio, die dieser außerhalb von Verona und Vicenza hatte bauen lassen. Diese beeinflussten seine Pläne für Gunnebo.
Das Hauptgebäude wurde um das Jahr 1796 größtenteils fertiggestellt. Doch blieben dem Bauherrn nur wenige Sommer vergönnt, die er dort mit seiner Familie verbrachte, er starb im Jahr 1802. Sein Sohn und Erbe John Hall der Jüngere († 1830) war kein guter Geschäftsmann und unter seiner Leitung ging das Handelshaus der Familie 1807 Bankrott. Das Anwesen verfiel mehr und mehr und wurde 1832 versteigert. Gunnebo wechselte mehrmals den Besitzer und kam schließlich in den Besitz der Freiherren Carl und Hilda Sparre und wurde von diesen 1949 von der Stadt Mölndal erworben und bis 1952 renoviert. Hierfür wurde auf das Inventarverzeichnis der Familie Hall und die Originalzeichnungen des Architekten Carlberg, die sich im Röhss Museum in Göteborg befinden, zurückgegriffen.
Das Schloss besteht aus einem hölzernen Hauptgebäude und ist von einer prächtigen Parkanlage umgeben. Der Schlosspark ist für die Öffentlichkeit zugänglich, das Gebäude kann bei geführten Touren besichtigt werden. Die Anlage steht seit 1963 als Byggnadsminne unter Denkmalschutz.
Schloss Gunnebo ist nicht mit dem Ort Gunnebo im nordöstlichen Småland zu verwechseln.